# Akim Tamiroff
Akim Tamiroff (en russe : Аким Михайлович Тамиров, Akim Mikhaïlovitch Tamirov ; en arménien : Ակիմ Թամիրով), prénommé à l’origine Hovakim, est un acteur américain d’origine arménienne, né le 29 octobre 1899 à Tiflis, alors dans l’Empire russe (actuellement Tbilissi en Géorgie), et mort le 17 septembre 1972 à Palm Springs en Californie aux États-Unis.

## Biographie
À dix-neuf ans, il veut se consacrer au métier d'acteur et est choisi parmi cinq cents candidats pour être admis à l’école du Théâtre d'art de Moscou. Il y étudie l’art dramatique auprès du grand Constantin Stanislavsky et commence sa carrière au théâtre. Lors d’une tournée à New York, il décide d’y rester. Broadway lui convient et il travaille régulièrement avec la Theatre Guild (en), à partir du milieu des années 1920 jusqu'au début des années 1930. Puis il part pour Hollywood en 1932. Ses rôles y sont d'abord non crédités aux génériques des films auxquels il participe, puis ils deviennent ensuite plus substantiels, et ses apparitions à l’écran fréquentes. Il remporte en 1944, pour son interprétation du rôle de Pablo dans Pour qui sonne le glas, film réalisé par Sam Wood, le premier Golden Globe du meilleur acteur dans un second rôle et est sélectionné deux fois, en 1937 et 1944, pour l’Oscar du meilleur acteur dans un second rôle. Sa carrière, accomplie d'abord aux États-Unis, se poursuit à partir des années 1950 surtout en Europe, où il joue dans plusieurs films d’Orson Welles, notamment Dossier secret (aux côtés de Tamara Shayne, son épouse de 1932 jusqu’à sa mort en 1972).

## Filmographie partielle

### Années 1930
- 1932 : Okay, America! de Tay Garnett
- 1933 : Clear All Wires! de George W. Hill
- 1933 : Gabriel au-dessus de la Maison-Blanche de Gregory La Cava
- 1933 : Professional Sweetheart de William A. Seiter
- 1933 : Storm at Daybreak de Richard Boleslawski
- 1933 : The Barbarian (non crédité)
- 1933 : The Devil's in Love de William Dieterle (non crédité)
- 1933 : Queen Christina de Rouben Mamoulian
- 1934 : Le capitaine déteste la mer (The Captain Hates the Sea) de Lewis Milestone
- 1934 : C'est pour toujours (Now and Forever) de Henry Hathaway
- 1934 : Les Amants fugitifs (Fugitive Lovers) de Richard Boleslawski
- 1934 : La Passagère (Chained) de Clarence Brown
- 1934 : La Veuve joyeuse (The Merry widow) d'Ernst Lubitsch
- 1934 : La Grande-Duchesse et le Garçon d'étage (Here Is My Heart) de Frank Tuttle
- 1934 : Vivre et aimer (Sadie McKee) de Clarence Brown
- 1934 : The Great Flirtation de Ralph Murphy
- 1934 : Whom the Gods Destroy de Walter Lang
- 1934 : Straight is the Way de Paul Sloane
- 1934 : Lady by Choice de David Burton
- 1935 : Les Trois Lanciers du Bengale (The Lives of a Bengal Lancer) de Henry Hathaway
- 1935 : La Dernière Rumba (Rumba) de Marion Gering
- 1935 : Furie noire (Black Fury) de Michael Curtiz
- 1935 : Paris in Spring de Lewis Milestone
- 1935 : La Malle de Singapour (China Seas) de Tay Garnett
- 1935 : The Winning Ticket de Charles Reisner
- 1935 : Naughty Marietta de Robert Z. Leonard
- 1935 : Go Into Your Dance de Archie Mayo
- 1935 : The Last Outpost de Charles Barton
- 1935 : The Gay Deception de William Wyler
- 1935 : The Big Broadcast of 1936 de Norman Taurog
- 1935 : Two Fisted de James Cruze
- 1936 : Désir (Desire) de Frank Borzage
- 1936 : La Vie de Louis Pasteur (The Story of Louis Pasteur) de William Dieterle
- 1936 : Woman Trap de Harold Young
- 1936 : Hula, fille de la brousse (The Jungle Princess) de Wilhelm Thiele
- 1936 : Anthony Adverse, marchand d'esclaves (Anthony Adverse) de Mervyn LeRoy
- 1936 : Le général est mort à l'aube (The General Died at Dawn) de Lewis Milestone
- 1936 : I Loved a Soldier de Henry Hathaway (film inachevé)
- 1937 : Sa dernière carte (Her Husband Lies) de Edward Ludwig
- 1937 : La Furie de l'or noir (High, Wide and Handsome) de Rouben Mamoulian
- 1937 : This Way Please de Robert Florey
- 1937 : Michel Strogoff (The Soldier and the Lady), de George Nichols Jr.
- 1937 : L'Homme qui terrorisait New York (King of Gamblers) de Robert Florey
- 1937 : The Great Gambini de Charles Vidor
- 1938 : The Buccaneer de Cecil B. DeMille
- 1938 : La Faute d'un père (Ride a Crooked Mile) de Alfred E. Green
- 1938 : Dangerous to Know de Robert Florey
- 1938 : Les Gars du large (Spown of the North) de Henry Hathaway
- 1938 : Paris Honeymoon de Frank Tuttle
- 1939 : Pacific Express (Union Pacific) de Cecil B. DeMille
- 1939 : Le Roi de Chinatown (King of Chinatown) de Nick Grinde
- 1939 : The Magnificent Fraud de Robert Florey
- 1939 : Chirurgiens (Disputed Passage) de Frank Borzage
- 1939 : Lune de miel à Bali (Honeymoon in Bali) de Edward H. Griffith

### Années 1940
- 1940 : Untamed (en) de George Archainbaud
- 1940 : The Way of All Flesh (en) de Louis King
- 1940 : Les Tuniques écarlates (North West Mounted Police) de Cecil B. DeMille
- 1940 : Gouverneur malgré lui (The Great McGinty), de Preston Sturges
- 1940 : Texas Rangers Ride Again (en) de James P. Hogan
- 1941 : Vendetta (The Corsican Brothers) de Gregory Ratoff
- 1942 : Tortilla Flat de Victor Fleming
- 1943 : Les Cinq Secrets du désert (Five Graves to Cairo) de Billy Wilder
- 1943 : Pour qui sonne le glas (For Whom the Bell Tolls) de Sam Wood
- 1943 : La Sœur de son valet (His Butler's Sister) de Frank Borzage
- 1944 : Les Fils du dragon de Jack Conway et Harold S. Bucquet
- 1944 : Miracle au village (The Miracle of Morgan's Creek), de Preston Sturges
- 1944 : Caravane d'amour (Can't Help Singing) de Frank Ryan
- 1944 : The Bridge of San Luis Rey de Rowland V. Lee
- 1945 : Oublions le passé (Pardon My Past) de Leslie Fenton
- 1946 : Scandale à Paris (A Scandal in Paris) de Douglas Sirk
- 1947 : Sénorita Toréador (Fiesta) de Richard Thorpe
- 1947 : Un gangster pas comme les autres (The Gangster) de Gordon Wiles
- 1948 : Du sang dans la sierra (Relentless) de George Sherman
- 1949 : La Dernière Charge (Outpost in Morocco) de Robert Florey

### Années 1950
- 1953 : La Légion du Sahara (Desert Legion) de Joseph Pevney
- 1954 : Commando à Rhodes (They Who Dare) de Lewis Milestone
- 1955 : La Veuve (La vedova X) de Lewis Milestone
- 1955 : Dossier secret (Mr. Arkadin) d'Orson Welles
- 1956 : Les monstres se révoltent (The Black Sleep) de Reginald Le Borg
- 1956 : Anastasia de Anatole Litvak
- 1957 : Commando sur le Yang-Tsé (Yangtse Incident : The Story of H.M.S. Amethyst) de Michael Anderson
- 1958 : La Soif du mal (Touch of Evil) d'Orson Welles

### Années 1960
- 1960 : L'inconnu de Las Vegas (Ocean's Eleven) de Lewis Milestone
- 1961 : Les Guérilleros (I Briganti italiani) de Mario Camerini
- 1962 : Le Procès d'Orson Welles
- 1962 : Par le fer et par le feu (Col ferro e col fuoco) de Fernando Cerchio
- 1962 : Miracle à Cupertino (The Reluctant Saint) d'Edward Dmytryk
- 1964 : Topkapi de Jules Dassin
- 1964 : Les poupées de Mauro Bolognini
- 1964 : La Tulipe noire de Christian-Jacque
- 1965 : Lord Jim de Richard Brooks
- 1965 : Alphaville, une étrange aventure de Lemmy Caution de Jean-Luc Godard
- 1965 : La Fabuleuse Aventure de Marco Polo de Denys de La Patellière et Noël Howard
- 1965 : Marie-Chantal contre le docteur Kha de Claude Chabrol
- 1966 : Le renard s'évade à trois heures (Caccia alla volpe) de Vittorio De Sica
- 1966 : Lieutenant Robinson Crusoé de Byron Paul
- 1968 : La Grande Catherine (Great Catherine) de Gordon Flemyng
- 1969 : Justine ou les Infortunes de la vertu (Marquis de Sade's Justine) de Jesús Franco
- 1969 : Sabra de Denys de La Patellière

## Distinction
- Golden Globes 1944 : Golden Globe du meilleur acteur dans un second rôle pour Pour qui sonne le glas